# Umbrina reedi
Umbrina reedi är en fiskart som beskrevs av Günther, 1880. Umbrina reedi ingår i släktet Umbrina och familjen havsgösfiskar. IUCN kategoriserar arten globalt som livskraftig. Inga underarter finns listade i Catalogue of Life.